# The Industrialist
The Industrialist – ósmy album studyjny amerykańskiego zespołu muzycznego Fear Factory. Wydawnictwo ukazało się 5 czerwca 2012 roku w USA nakładem wytwórni muzycznej Candlelight Records. W Europie nagrania trafiły do sprzedaży nakładem AFM Records. 
Album został nagrany w Surplus Studio Van Nuys w Kalifornii w USA. Dodatkowe partie instrumentów zostały zarejestrowane w Darth Mader Music. Wymieniony w książeczce basista Byron Stroud w istocie nie zagrał na płycie, jego partie zarejestrował Dino Cazares, który zaprogramował ponadto partie perkusji. Był to pierwszy album historii działalności grupy nagrany bez perkusisty. Płyta była promowana teledyskiem do utworu tytułowego, który wyreżyserował James Zahn. 
Album dotarł do 38. miejsca listy Billboard 200 w Stanach Zjednoczonych sprzedając się w nakładzie niewiele, ponad 9 tys. egzemplarzy w przeciągu tygodnia od dnia premiery.

## Lista utworów
Opracowano na podstawie materiału źródłowego.
| Nr  | Tytuł utworu                               | Słowa          | Muzyka                                    | Długość |
| --- | ------------------------------------------ | -------------- | ----------------------------------------- | ------- |
| 1.  | „The Industrialist”                        | Burton C. Bell | Burton C. Bell, Dino Cazares              | 6:07    |
| 2.  | „Recharger”                                | Burton C. Bell | Burton C. Bell, Dino Cazares, Rhys Fulber | 4:07    |
| 3.  | „New Messiah”                              | Burton C. Bell | Burton C. Bell, Dino Cazares, Rhys Fulber | 4:30    |
| 4.  | „God Eater”                                | Burton C. Bell | Burton C. Bell, Dino Cazares, Rhys Fulber | 5:57    |
| 5.  | „Depraved Mind Murder”                     | Burton C. Bell | Burton C. Bell, Dino Cazares, Rhys Fulber | 4:44    |
| 6.  | „Virus Of Faith”                           | Burton C. Bell | Burton C. Bell, Dino Cazares, Rhys Fulber | 4:35    |
| 7.  | „Difference Engine”                        | Burton C. Bell | Burton C. Bell, Dino Cazares, Rhys Fulber | 3:38    |
| 8.  | „Disassemble”                              | Burton C. Bell | Burton C. Bell, Dino Cazares              | 4:13    |
| 9.  | „Religion Is Flawed Because Man Is Flawed” | Burton C. Bell | Burton C. Bell, Dino Cazares              | 1:52    |
| 10. | „Human Augmentation”                       | Burton C. Bell | Burton C. Bell, Dino Cazares, Rhys Fulber | 9:05    |
|     |                                            |                |                                           | 48:48   |

| Edycja rozszerzona | Edycja rozszerzona                         | Edycja rozszerzona |
| Nr                 | Tytuł utworu                               | Długość            |
| ------------------ | ------------------------------------------ | ------------------ |
| 1.                 | „The Industrialist”                        | 6:07               |
| 2.                 | „Recharger”                                | 4:07               |
| 3.                 | „New Messiah”                              | 4:30               |
| 4.                 | „God Eater”                                | 5:57               |
| 5.                 | „Depraved Mind Murder”                     | 4:44               |
| 6.                 | „Virus Of Faith”                           | 4:35               |
| 7.                 | „Difference Engine”                        | 3:38               |
| 8.                 | „Disassemble”                              | 4:13               |
| 9.                 | „Religion Is Flawed Because Man Is Flawed” | 1:52               |
| 10.                | „Human Augmentation”                       | 9:05               |
| 11.                | „Blush Response” (Difference Engine remix) | 4:38               |
| 12.                | „Landfill” (cover Pitchshifter)            | 3:44               |
|                    |                                            | 57:10              |

| Edycja japońska | Edycja japońska                            | Edycja japońska |
| Nr              | Tytuł utworu                               | Długość         |
| --------------- | ------------------------------------------ | --------------- |
| 1.              | „The Industrialist”                        | 6:07            |
| 2.              | „Recharger”                                | 4:07            |
| 3.              | „New Messiah”                              | 4:30            |
| 4.              | „God Eater”                                | 5:57            |
| 5.              | „Depraved Mind Murder”                     | 4:44            |
| 6.              | „Virus Of Faith”                           | 4:35            |
| 7.              | „Difference Engine”                        | 3:38            |
| 8.              | „Disassemble”                              | 4:13            |
| 9.              | „Religion Is Flawed Because Man Is Flawed” | 1:52            |
| 10.             | „Human Augmentation”                       | 9:05            |
| 11.             | „Blush Response” (Difference Engine remix) | 4:38            |
| 12.             | „Timelessness II”                          | 3:10            |
|                 |                                            | 56:36           |

## Twórcy
Opracowano na podstawie materiału źródłowego.
| - Burton C. Bell – wokal prowadzący, aranżacje, produkcja muzyczna, producent wykonawczy - Dino Cazares – gitara, gitara basowa, aranżacje, edycja cyfrowa, programowanie perkusji, produkcja muzyczna, producent wykonawczy - Damian "The Frog" Rainaud – programowanie, edycja cyfrowa, inżynieria dźwięku - Joey Blush – programowanie - John Sankey – programowanie perkusji, aranżacje - Rhys Fulber – programowanie, edycja cyfrowa, aranżacje, produkcja muzyczna |  | - Alan "Ace" Bergman – obsługa techniczna - Logan Mader – realizacja nagrań, edycja cyfrowa, realizacja nagrań - Greg Reely – miksowanie, mastering - Anthony Clarkson – okładka, oprawa graficzna - Evan Klanfer – zdjęcia |

## Wydania
| Rok  | Nr katalogowy | Format                    | Wytwórnia płytowa              | Region            | Źródło |
| ---- | ------------- | ------------------------- | ------------------------------ | ----------------- | ------ |
| 2012 | AFM 390-2     | CD, Album, Enh            | AFM Records                    | Niemcy            | [ 3 ]  |
| 2012 | CDL0521LP     | 2xLP, Album, Ltd, Cle     | Candlelight Records Usa        | Stany Zjednoczone | [ 3 ]  |
| 2012 | 88725439952   | CD, Album                 | Riot Entertainment, Sony Music | Australia         | [ 3 ]  |
| 2012 | WPCR-14465    | CD, Album                 | Warner Music Japan             | Japonia           | [ 3 ]  |
| 2012 | CDL0521CD     | CD, Album                 | Candlelight Records            | Stany Zjednoczone | [ 3 ]  |
| 2012 | FO921CD       | CD, Album                 | Фоно                           | Rosja             | [ 3 ]  |
| 2012 | AFM 390-6     | CD, Album, Enh + Box, Ltd | AFM Records                    | Europa            | [ 3 ]  |
| 2012 | AFM 390-9     | CD, Album, Enh, Ltd, Dig  | AFM Records                    | Europa            | [ 3 ]  |
| 2012 | FO921CD       | CD, Album, Ltd, Dig       | Фоно                           | Rosja             | [ 3 ]  |
| 2012 | CDL0522CDSE   | CD, Album, S/Edition, Dig | Candlelight Records            | Stany Zjednoczone | [ 3 ]  |
| 2012 | AFM 390-1     | LP, Album                 | AFM Records                    | Niemcy            | [ 3 ]  |

## Listy sprzedaży
| Lista                        | Kraj              | Pozycja |
| ---------------------------- | ----------------- | ------- |
| Billboard 200                | Stany Zjednoczone | 38      |
| Billboard Hard Rock Albums   | Stany Zjednoczone | 2       |
| Billboard Independent Albums | Stany Zjednoczone | 8       |
| Billboard Rock Albums        | Stany Zjednoczone | 18      |
| Ö3 Austria Top 40            | Austria           | 56      |